# Tetramorium obesum
Tetramorium obesum (лат.) — вид муравьёв рода Tetramorium из подсемейства Myrmicinae. Обладают густым волосяным покровом из мягких прямых щетинок, некоторые из которых разветвляются на два-три кончика.

## Распространение
Встречается в тропиках Южной и Юго-Восточной Азии: Индия и Бангладеш. До ревизии 1976 года и синонимизации этот вид указывался под именем Triglyphothrix obesum.

## Описание
Мелкие мирмициновые мономорфные муравьи (длина около 3 мм). От близких видов отличается следующими признаками: гладкими жвалами, более широкой головой (жвалы морщинистые и голова длиннее у Tetramorium lanuginosum). Основная окраска рыжевато-коричневая (голова, брюшко темнее, тёмно-бурое). Многочисленные волоски тела разветвлённые (обычно смесь простых, двух- и трёхразветвлённых; из-за этого признака ранее выделялся в род Triglyphothrix). Усики 12-члениковые с булавой из 3 сегментов, скапус короткий. Грудь сверху в профиль выпуклая, метанотальная бороздка отсутствует. Стебелёк между грудкой и брюшком состоит из двух члеников: петиолюса и постпетиолюса (последний четко отделен от брюшка), узелок петиоля округлый. Жало развито. Проподеальные шипики заднегрудки острые и длинные. Усиковые бороздки развитые. Глаза сравнительно крупные. Скапус усика относительно длинный, но не достигает затылочного края головы. Голова длиннее своей ширины. Жвалы, грудка, голова, петиолюс и постпетиолюс морщинистые, брюшко гладкое и блестящее. Передний край клипеуса с небольшой выемкой.

## Таксономия и этимология
Вид Tetramorium lanuginosum был впервые описан в 1887 году французским энтомологом Эрнестом Андрэ (André E.; 1838—1914) по рабочим муравьям из Индии. Самец был описан только в 1919 году американским зоологом Ульямом Манном (William M. Mann; 1886—1960). Из-за наличия разветвлённых волосков этот мохнатый муравей входил в состав рода Triglyphothrix и около 100 лет именовался Triglyphothrix lanuginosa (Mayr, 1870) и Tetramorium striatidens Emery, 1889. В состав рода Triglyphothrix этот вид в 1891 году включил итальянский мирмеколог Карл Эмери, а в 1985 году этот таксон был синонимизирован с родом Tetramorium. Tetramorium obesum lanuginosum включён в состав видовой группы Tetramorium obesum species group (вместе с Tetramorium lanuginosum и другими видами).